# 中国驻加纳大使列表
本列表为中華人民共和國驻加纳历任大使名录。

## 历任中国驻加纳大使

### 中华人民共和国驻加纳大使（1960年－1966年）
1960年7月5日，中华人民共和国与加纳建交，开始派遣驻加纳大使。1966年安克拉将军政变上台后，于10月20日与中国中断外交关系。
| 姓名   | 任命           | 任命          | 到任           | 递交国书     | 免职           | 免职          | 离任           | 外交衔级 | 外交职务     | 备注 |
| 姓名   | 全国人大常委会 | 主席          | 到任           | 递交国书     | 全国人大常委会 | 主席          | 离任           | 外交衔级 | 外交职务     | 备注 |
| ------ | -------------- | ------------- | -------------- | ------------ | -------------- | ------------- | -------------- | -------- | ------------ | ---- |
| 黄华   | 1960年8月15日  | 1960年8月5日  | 1960年8月25日  | 1960年9月5日 | 1965年12月16日 | 1966年1月19日 | 1965年12月20日 | 大使     | 特命全权大使 |      |
| 陈楚   | 1965年12月16日 | 1966年1月19日 | 未到任         | 不適用       | 不適用         | 不適用        | 不適用         | 大使     | 特命全权大使 |      |
| 黄世燮 | 不適用         | 不適用        | 1965年12月20日 | 不適用       | 不適用         | 不適用        | 1966年11月5日  | 参赞     | 临时代办     |      |

### 中华人民共和国驻加纳大使（1972年至今）
1972年2月29日，阿昌庞政府恢复与中国的外交关系。两国随即重新互派大使。
| 姓名   | 任命           | 任命          | 到任          | 递交国书       | 免职           | 免职          | 离任          | 外交衔级 | 外交职务     | 备注     |
| 姓名   | 全国人大常委会 | 主席          | 到任          | 递交国书       | 全国人大常委会 | 主席          | 离任          | 外交衔级 | 外交职务     | 备注     |
| ------ | -------------- | ------------- | ------------- | -------------- | -------------- | ------------- | ------------- | -------- | ------------ | -------- |
| 卫永清 | 不適用         | 不適用        | 1972年7月6日  | 1972年7月19日  | 不適用         | 不適用        | 1972年9月19日 | 参赞     | 临时代办     | 筹备复馆 |
| 柯华   | 不適用         | 不適用        | 1972年9月19日 | 1972年9月29日  | 不適用         | 不適用        | 1974年8月     | 大使     | 特命全权大使 |          |
| 杨克明 | 不適用         | 不適用        | 1974年9月7日  | 1974年9月13日  | 1979年2月23日  | 不適用        | 1979年2月25日 | 大使     | 特命全权大使 |          |
| 贾怀济 | 1979年11月29日 | 不適用        | 1980年3月     | 1980年4月15日  | 1985年3月21日  | 1985年8月21日 | 1985年7月     | 大使     | 特命全权大使 |          |
| 顾欣尔 | 1985年3月21日  | 1985年8月21日 | 1985年10月    | 1985年10月10日 | 1988年11月8日  | 1989年2月1日  | 1989年1月     | 大使     | 特命全权大使 |          |
| 崔杰   | 1988年11月8日  | 1989年2月1日  | 1989年5月     | 1989年6月22日  | 1991年6月29日  | 1991年9月3日  | 1991年8月     | 大使     | 特命全权大使 |          |
| 郭靖安 | 1991年6月29日  | 1991年9月3日  | 1991年9月     | 1991年9月26日  | 1993年7月2日   | 1993年9月10日 | 1993年8月     | 大使     | 特命全权大使 |          |
| 张德政 | 1993年7月2日   | 1993年9月10日 | 1993年9月     | 1993年9月28日  | 1996年12月30日 | 1997年4月30日 | 1997年3月     | 大使     | 特命全权大使 |          |
| 李祖沛 | 1996年12月30日 | 1997年4月30日 | 1997年4月     | 1997年5月13日  | 1999年6月28日  | 1999年12月8日 | 1999年10月    | 大使     | 特命全权大使 |          |
| 吕永寿 | 1999年8月30日  | 1999年12月8日 | 1999年12月    |                | 2003年4月26日  | 2003年9月28日 | 2003年8月     | 大使     | 特命全权大使 |          |
| 张克远 | 2003年4月26日  | 2003年9月28日 | 2003年9月     |                | 2006年12月29日 | 2007年6月14日 | 2007年5月     | 大使     | 特命全权大使 |          |
| 于文哲 | 2006年12月29日 | 2007年6月14日 | 2007年6月15日 | 2007年8月8日   | 2010年4月29日  | 2010年9月1日  | 2010年7月     | 大使     | 特命全权大使 |          |
| 龚建忠 | 2010年4月29日  | 2010年9月1日  | 2010年8月3日  | 2010年8月5日   | 2013年10月25日 | 2014年3月31日 | 2014年3月     | 大使     | 特命全权大使 |          |
| 孙保红 | 2013年10月25日 | 2014年3月31日 | 2014年3月27日 | 2014年4月25日  | 2017年12月27日 | 2018年7月9日  | 2018年4月     | 大使     | 特命全权大使 |          |
| 王世廷 | 2017年12月27日 | 2018年7月9日  | 2018年5月29日 | 2018年7月17日  | 2020年4月29日  | 2021年2月4日  | 2020年6月     | 大使     | 特命全权大使 |          |
| 卢坤   | 2020年10月17日 | 2021年2月4日  | 2021年1月30日 | 2021年2月1日   |                | 2024年8月23日 | 2024年6月     | 大使     | 特命全权大使 |          |
| 童德发 |                | 2024年8月23日 | 2024年8月4日  | 2024年8月13日  | 现任           |               |               | 大使     | 特命全权大使 |          |